# Râul Tocan
Râul Tocan este un curs de apă, afluent al râului Vinț. 

## Hărți
- Harta județului Alba
- Harta munților Apuseni